# تونای توروم
تونای توروم (انگلیسی: Tunay Torun؛ زادهٔ ۲۱ آوریل ۱۹۹۰) بازیکن فوتبال اهل ترکیه است که در پست هافبک بازی می‌کند.
از باشگاه‌هایی که در آن بازی کرده‌است می‌توان به باشگاه فوتبال هامبورگ، باشگاه فوتبال قاسم‌پاشا اسپور، باشگاه فوتبال اشتوتگارت، و باشگاه فوتبال هرتابرلین اشاره کرد.
وی همچنین در تیم‌های ملی فوتبال جوانان ترکیه، جوانان ترکیه، Turkey national under-17 football team، جوانان ترکیه، Turkey national under-19 football team، زیر ۲۱ سال ترکیه، Turkey national under-23 football team، و ترکیه بازی کرده‌است.